# Kościół Niepokalanego Poczęcia Najświętszej Maryi Panny „Tal-Blat” w Qali
Kościół Niepokalanego Poczęcia Najświętszej Maryi Panny „Tal-Blat” (malt. Il-knisja tal-Kunċizzjoni Tal-Blat, ang. Church of the Immaculalate Conception Tal-Blat) – rzymskokatolicki kościół na obrzeżach wioski Qala na wyspie Gozo, Malta.

Kiedy już minie się ogólnie poważane sanktuarium „Tal-Hondoq”, w połowie drogi do Hondoq ir-Rummien po prawej stronie ujrzymy kościół postawiony na szczycie niewielkiego klifu górującego nad zatoką Hondoq.

## Historia
Na datę zbudowania w tym miejscu kościoła dość jasne światło rzuca rękopis sporządzony w latach 1764–1778 przez zakonnika z Żebbuġ kapucyna Pelaġju Mifsuda Piscopo.

O. Pelaġju napisał o istniejącej na „Chandaq i Rommien” cappellina, zbudowanej w 1760 ku czci Matki Bożej przez niejakich Michele Spiteriego i Andreę Spiteriego z Comino. Podał on również, że nazwa „tal-Blat” (ze skały/kamienia) pochodzi od figury Niepokalanie Poczętej Maryi, wykutej ze skały lub kamienia (malt. tal-blat) przez Giovanniego Caruanę w 1751 i postawionej w tym miejscu przez Andreę Portelliego z Rabatu. Po zbudowaniu kaplicy wezwanie oraz nazwa zwyczajowa przyjęły się również w stosunku do niej.
W czasie pierwszej wizytacji duszpasterskiej kaplicy proboszcz parafii ks. Francesco Sapiano zaordynował przeniesienie figury do bezpieczniejszego miejsca, pobliskiego sanktuarium Matki Bożej „Tal-Hondoq”. Z niewiadomych przyczyn nie zostało to wykonane, biskup Vincenzo Labini podczas swej wizyty w dniu 10 maja 1783 odnotował w kaplicy obecność figury. Zalecił umieszczenie jej na fasadzie kaplicy.

W 1887, kiedy ówczesny proboszcz parafii Qala ks. Giuseppe Diacono zakończył odnawianie sanktuarium, figura została tam przeniesiona i umieszczona w niszy nad fasadą, gdzie znajduje się do dziś.
Kaplica została poświęcona 23 listopada 1768 przez przedstawiciela biskupa Malty Bartolomé Rulla.

## Architektura

### Wygląd zewnętrzny
- Budynek kościoła jest jednym z najprostszych na Malcie. Ma kształt prostopadłościanu. Na rogach fasady znajdują się dwa surowe pilastry. Podobnie surowe drzwi mają prostą ramę, a także dwa niewielkie okrągłe okienka, przez które można oglądać wnętrze kościoła. Nad drzwiami, w niszy umieszczona jest figura Matki Bożej Gwiazdy Morza, wykonana w 1978 przez rzeźbiarza z Gozo, Michaela Camilleri Cauchi. Po bokach budynku znajdują się proste rzygacze odprowadzające wodę opadową z dachu. Kościół otoczony jest sporym placem[1][4].

### Wnętrze
- Wnętrze świątyni jest podobnie surowe i proste. Tworzy je sala o wymiarach ok. 4,5 × 5,5 metra z beczkowym sklepieniem wspartym na trzech łukach. Duże pojedyncze okno dobrze doświetla wnętrze.

Kamienny ołtarz jest bardzo stary, przeniesiony został z pobliskiego kościoła–sanktuarium, kiedy nowy, marmurowy został tam umieszczony. Ponad nim XVIII-wieczny obraz tytularny przedstawiający Niepokalanie Poczętą miażdżącą głowę węża. Źródła nie są zgodne co do autorstwa obrazu: Roccu Buhagiar (1723–1805) czy Francesco Rocco (1725–1808).

Kaplica wygląda na dobrze wyposażoną, znajduje się tam cykl obrazów Via Crucis, drewniana ambona i ołtarz w kształcie stołu w stylu posoborowym. Ten ostatni, a także kilka wentylatorów przymocowanych do ściany, świadczą o tym, że kościół ten jest nadal regularnie używany. W niszach po obu stronach kościoła znajdują się również dwie figury. Przedstawiają one św. Józefa i Niepokalane Poczęcie. Jest też inny mały posąg Ecce Homo w małej niszy w rogu między dwoma stacjami drogi krzyżowej.

Dobudowany do kaplicy niewielki pokój służy jako zakrystia.

## Świątynia dzisiaj
Kościół Matki Bożej „Tal-Blat” jest obecnie w bardzo dobrym stanie i nadal jest często używany. Msze święte odprawiane są w drugą niedzielą każdego miesiąca o 17:00 (w okresie zimowym o 16:00).

## Święto patronalne
Święto patronalne kościoła obchodzone jest w drugą niedzielę maja.

## Ochrona dziedzictwa kulturowego
Od 27 sierpnia 2012 budynek świątyni umieszczony jest na liście National Inventory of the Cultural Property of the Maltese Islands pod nr. 01041.